# Comuna Bebrina, Slavonski Brod-Posavina
Bebrina este o comună în cantonul Slavonski Brod-Posavina, Croația, având o populație de 3.252 de locuitori (2011).

## Demografie
Componența etnică a comunei Bebrina
     Croați (95,42%)
     Ucraineni (2,55%)
     Sârbi (1,05%)
     Necunoscut (0,34%)
     Neclasificat (0,34%)
Componența confesională a comunei Bebrina
     Catolici (96,65%)
     Ortodocși (2,03%)
     Necunoscută (0,58%)
     Alte religii (0,74%)
Conform recensământului din 2011, comuna Bebrina avea 3.252 de locuitori. Din punct de vedere etnic, majoritatea locuitorilor (95,42%) erau croați, existând și minorități de ucraineni (2,55%) și sârbi (1,05%). Apartenența etnică nu este cunoscută în cazul a 0,34% din locuitori. Din punct de vedere confesional, majoritatea locuitorilor (96,65%) erau catolici, cu o minoritate de ortodocși (2,03%). Pentru 0,58% din locuitori nu este cunoscută apartenența confesională.